# Центр развития передовых вычислений
Центр развития передовых вычислений (англ. Centre for Development of Advanced Computing, сокр. C-DAC) — научно-исследовательская организация в составе Департамента электроники и информационных технологий Министерства коммуникаций и информационных технологий Индии. Образована в 2003 году слиянием National Centre for Software Technology (NCST), ER&DCI и CEDTI.

## История
После запрета на импорт суперкомпьютеров Cray в результате технологического эмбарго Индия начала программу развития собственных суперкомпьютеров в сотрудничестве с Россией. Компьютеры считались обоюдоострым оружием способным помочь в разработке ядерного оружия. В целях достижения независимости в этом вопросе в 1988 году Департамент электроники учредил C-DAC. Виджай Бхаткар был назначен директором центра. Проект получил испытательный срок в 3 года и начальное финансирование в 30 млн индийских рупий — тоже количество времени и денег, какое требовалось на покупки и доставку суперкомпьютера из США. В 1990 году был готов прототип, который прошёл тест производительности в ходе Цюрихского суперкомпьютерного шоу (CONPAR 1990). Он обошёл большинство других систем, заняв второе место, после американской.
Итоговым результатом всех усилий стал суперкомпьютер PARAM 8000, который был установлен в 1991 году. Он считается первым индийским суперкомпьютером.

## Направления исследований
Будучи созданным для проектирования и сборки суперкомпьютера Центр расширил область деятельности и занимается:
- Высокопроизводительными вычислениями
- Грид-вычислениями
- Электроникой
- Обработкой речевой информации (англ.) и естественного языка
- Информационной и кибербезопасностью
- Повсеместными вычислениями
- Биоинформатикой
- Геоматикой

## Подразделения
В структуру  C-DAC входят обособленные подразделения и учебные центры:
- C-DAC Пуна (штаб-квартира)
- C-DAC Бангалор
- C-DAC Ченнаи
- C-DAC Дели[10]
- C-DAC Хайдарабад
- C-DAC Калькутта
- C-DAC Мохали
- C-DAC Мумбай
- C-DAC Нойда
- C-DAC Тируванантапурам[11]
- Учебная школа передовых вычислений (ACTS)[12]
- Школа передовых вычислений C-DAC Маврикий[13]

## Учебные программы
C-DAC предлагает несколько курсов в областях передовых вычислений и разработки программного обеспечения. Среди них есть курс профессиональной сертификации (англ.) по высокопроизводительным вычислениям «C-DAC Certified HPC Professional Certification Programme» (CCHPCP) Обучение по сертицикационному курсе организовано по всей Индии на базе Учебной школы передовых вычислений (ACTS). Аспирантские программы включают специализации по проектированию встраиваемых систем, микросхем сверхбольшой степени интеграции и проч.

## Продукты и разработки
- Семейство суперкомпьютеров PARAM
- Anvaya Workflows, рабочая среда для автоматизации процесса анализа генов[16]
- Namescape - поисковая система для проекта по присвоению жителям Индии уникальных номеров, называемых AADHAAR[17]
- GARUDA (англ.) - индийская национальная грид-сеть, объединяющая 17 городов[18][19]
- Bharat Operating System Solutions (англ.), операционная система общего назначения на базе Linux
- TaxoGrid - грид-система для создания лекарств и Молекулярной филогенетики
- GIST - скриптовая технология, основанная на графике.
- DARPAN - средство мониторинга сети в реальном времени, визуализации и соблюдения соглашений о предоставляемых услугах, разработано в C-DAC Тируванантапурам[20]

## Исследователи и выпускники
- Виджай Бхаткар, директор, основатель, награждён Падма Шри.
- Раджкумар Буйя, профессор Мельбурнского университета, ранее работал старшим научным сотрудником в C-DAC Bangalore.
- Шринивасан Рамани, внёс вклад в появление интернета в Индии в 1987 году через подключение исследовательской сети ERNET, работал консультантом в UN ICT Task Force (англ.), стал первым директором HP Labs в Индии.
- Судхир П. Мудур, бывший директор C-DAC, начальник Департамента компьютерных наук Университета Конкордия.
- Т. М. Виджаяраман, глава исследовательского отделения Persistent Systems (англ.), ранее работал в C-DAC Мумбай.

## Признание
- Manthan Award (англ.) 2013 года за мобильные теле-офтальмологические устройства[21], e-safeT[22], ONAMA.[23]
- Manathan Award 2012 года за Интерактивный музей[24], Мегх Сушрут[25], предоставление сервисов национальному электронному правительству.[26]